# Banovci (Bebrina)
Banovci falu Horvátországban, Bród-Szávamente megyében. Közigazgatásilag Bebrinához tartozik.

## Fekvése
Bródtól légvonalban 16, közúton 25 km-re délnyugatra, Pozsegától légvonalban 30, közúton 42 km-re délkeletre, községközpontjától 2 km-re délre, Szlavónia középső részén, a Szávamenti-síkságon fekszik.

## Története
A település első írásos említése 1451-ben történt „Banoucz” alakban a Jakus nemzetség egyik leszármazottjának birtokaként. 1536-ban a környék településeivel együtt foglalta el a török. A török uralom alól 1691-ben szabadult fel. 1698-ban nem említik a kamarai összeírásban a szlavóniai települések között, de egy évvel később Müller már ábrázolja Szlavónia topográfiai térképén. A térkép szerint a települést körben erdők övezték. A korabeli dokumentumok alapján a 18. századra visszatért ide az élet. Az 1730-as egyházi vizitáció jelentésében már 40 házzal és Urunk színeváltozása tiszteletére szentelt fakápolnával szerepel. A temető a falun kívül negyed óra járásra volt. 1746-ban 33 házában 54 család élt. 1760-ban 36 házában 52 családban 319 lakosa volt.
 A katonai közigazgatás megszervezése után a gradiskai határőrezredhez tartozott.
Az első katonai felmérés térképén „Banovcze” néven található. Lipszky János 1808-ban Budán kiadott repertóriumában „Banovcze” néven szerepel. Nagy Lajos 1829-ben kiadott művében „Banovcze” néven 87 házzal, 449 katolikus vallású lakossal találjuk. A katonai közigazgatás megszüntetése után 1871-ben Pozsega vármegyéhez csatolták.
A településnek 1857-ben 481, 1910-ben 485 lakosa volt. Az 1910-es népszámlálás szerint lakosságának 76%-a horvát, 5%-a ruszin, 3%-a magyar, 2%-a német, 1%-a szerb anyanyelvű volt. Pozsega vármegye Bródi járásának része volt. Az első világháború után 1918-ban az új szerb-horvát-szlovén állam, majd később (1929-ben) Jugoszlávia része lett. A központban fekvő parkot 1968-ban alakították ki a helyi tűzoltóegylet tagjai. Itt az 1960-as években artézikút is létesült. A település 1991-től a független Horvátországhoz tartozik. 1991-ben lakosságának 85%-a horvát, 9%-a szerb nemzetiségű volt. A délszláv háború idején 1992 tavasza és ősze között a szerbek a Száva túloldaláról rendszeresen ágyúzták a települést. Az ágyúzás következtében sok ház és gazdasági épület megrongálódott, illetve megsemmisült. Bosanski Brod és a környékbeli falvak szerbek általi elfoglalása után sok horvát és muzulmán nemekült talált menedéket Banovcin is. 2011-ben a településnek 357 lakosa volt. A falu központjában ma iskola és közösségi ház működik. A közösségi házban történt a bolt és a tűzoltószertár elhelyezése.

## Lakossága
| Lakosság változása | Lakosság változása | Lakosság változása | Lakosság változása | Lakosság változása | Lakosság változása | Lakosság változása | Lakosság változása | Lakosság változása | Lakosság változása | Lakosság változása | Lakosság változása | Lakosság változása | Lakosság változása | Lakosság változása | Lakosság változása |
| ------------------ | ------------------ | ------------------ | ------------------ | ------------------ | ------------------ | ------------------ | ------------------ | ------------------ | ------------------ | ------------------ | ------------------ | ------------------ | ------------------ | ------------------ | ------------------ |
| 1857               | 1869               | 1880               | 1890               | 1900               | 1910               | 1921               | 1931               | 1948               | 1953               | 1961               | 1971               | 1981               | 1991               | 2001               | 2011               |
| 481                | 451                | 369                | 379                | 385                | 485                | 492                | 501                | 547                | 519                | 494                | 443                | 372                | 399                | 400                | 357                |

## Gazdaság
A lakosság hagyományosan mezőgazdasággal, állattartással foglalkozik. A falu keleti részén a tetemő közelében a múltban agyagot termeltek ki, mely mellett a Prpić család téglagyárat létesített. A család tagjai a második világháború végéig a helyi temetőbe temetkeztek, ahol síremlékük ma is áll. Az agyagbánya helyét mára benőtte az erdő. A gödrök mélysége helyenként eléri az öt métert.

## Nevezetességei
- Urunk színeváltozása tiszteletére szentelt római katolikus temploma.
- A temetőben a katolikus temetőkápolna és a Szent Illés pravoszláv kápolna áll.
- A Jelas-mező 1995-ben tájképi védettséget kapott.
- Régi szokás, hogy Úrnapján a körmenet a banovci templomtól a bebrinai plébániatemplomig halad és itt fejeződik be a szertartás.

## Kultúra
A 20. század közepén a településen kulturális és művészeti egyesület működött.

## Oktatás
A település első iskolája 1830-ban nyílt meg. Az első iskolaépület 1867-ben létesült, melyben egy tanterem, konyha, két másik helyiség és két folyosó volt. A helyi iskola különböző néven egészen 1957-ig működött, ekkor négyosztályos iskolaként a bebrinai elemi iskolához csatolták. A településen ma a bebrinai Antun Matija Reljković elemi iskola alsó tagozatos területi iskolája működik.

## Sport
- Az NK „Mladost” Banovci labdarúgóklubot 1977-ben alapították.
- Minden évben Úrnapján a sportpályán kispályás labdarúgótornát rendeznek.

## Egyesületek
- „Srna” vadásztársaság
- DVD Banovci önkéntes tűzoltóegylet. Az egyesületet 1950-ben alapították, ma valamivel kevesebb, mint száz tagot számlál.

## Fordítás
Ez a szócikk részben vagy egészben  a   Banovci (Bebrina) című horvát Wikipédia-szócikk ezen változatának fordításán alapul.  Az eredeti cikk szerkesztőit annak laptörténete sorolja fel. Ez a jelzés csupán a megfogalmazás eredetét és a szerzői jogokat jelzi, nem szolgál a cikkben szereplő információk forrásmegjelöléseként.